# 로빈슨 크루소 (1997년 영화)
《로빈슨 크루소》(영어: Robinson Crusoe)는 미국에서 제작된 론 하디, 조지 T. 밀러 감독의 1997년 모험 생존 드라마 영화이다. 대니얼 디포의 동명 소설을 바탕으로 제작되었다. 피어스 브로스넌 등이 출연하였다.

## 출연진
- 피어스 브로스넌
- 윌리엄 타카쿠
- 폴리 워커
- 이언 하트
- 제임스 프레인
- 데이미언 루이스
- 벤 로버트슨
- 짐 클라크

## 기타 제작진
- 공동 제작: 사이먼 보즌켓, 팀 화이트
- 미술: 존 비어드, 레슬리 빈스
- 제작 관리: 토드 스콧 브로디
- 조감독: 조너선 벤슨, 가이 캠벨, 밥 하워드, 크리스 웨브